# Sordera
|  | Per a altres significats, vegeu «sordesa». |

Manuel Soto Monje, més conegut com Sordera (Jerez, 1927- ib., 24 de juny de 2001) va ser un cantaor espanyol d'origen gitano que va iniciar la saga dels Sordera.
Descendent de Paco La Luz, va néixer al barri de Santiago. Va ser premiat amb la Copa Jerez i el Nacional de Flamenc de la Càtedra de Flamencología.

## Música

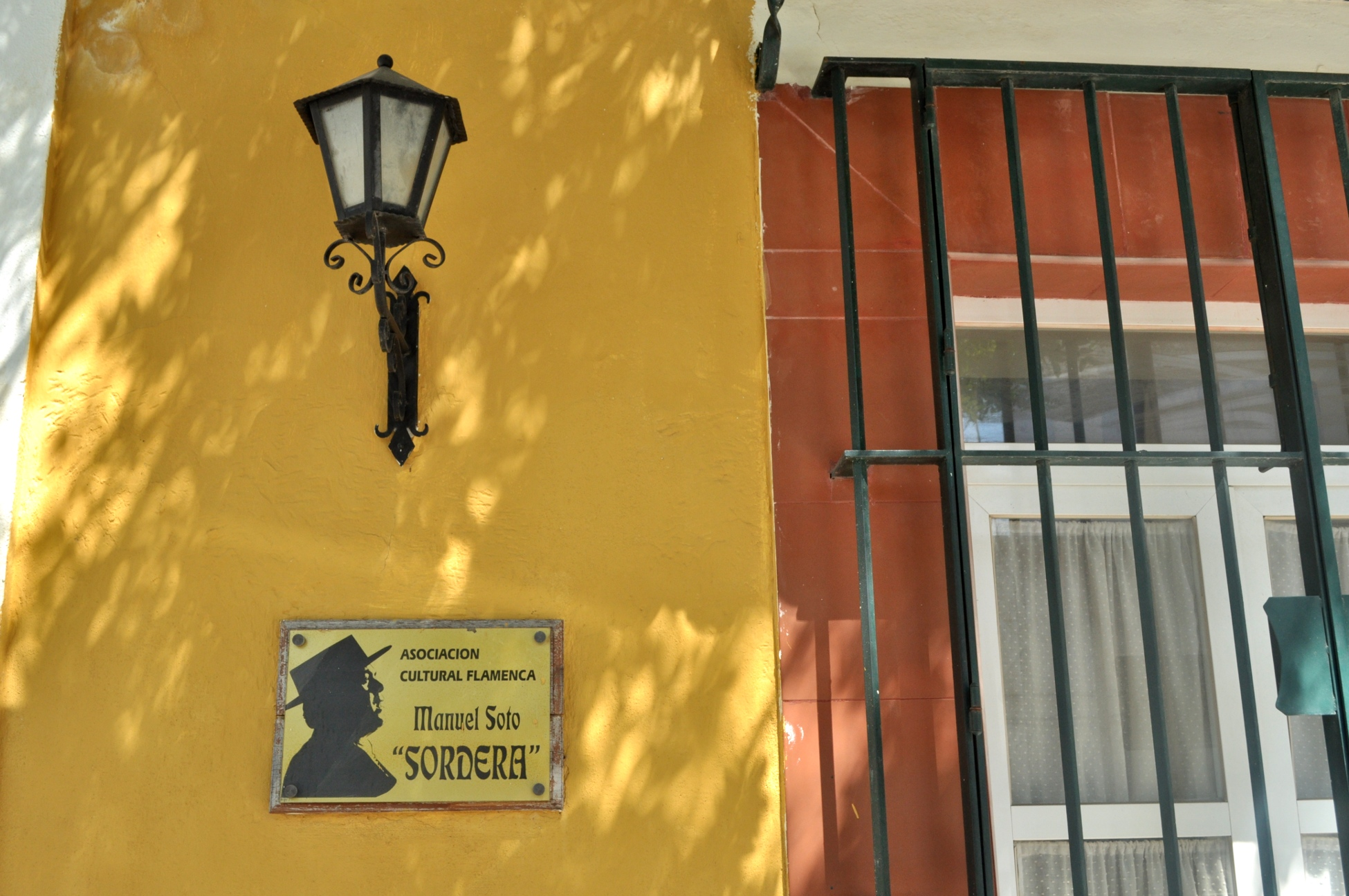
Peña Flamenca, Manuel Soto Sordera, Jerez

El seu repertori és ampli i segueix els estils genuïns de la seva terra. Va ser el primer gitano distingit amb el títol de Fill Predilecte de la Ciutat de Jerez. Té una penya flamenca amb el seu nom al seu natal barri de Santiago de Jerez i un bust a la Plaça de Santiago de Jerez.
També va pertànyer a la penya Tío José de Paula i va impartir els coneguts cursos d'ensenyament de cant flamenc de la mateixa, acompanyat per la guitarra d'Antonio Higuero.
Manuel destacava per la seva execució de la buleria per soleá.

## Distincions
La Penya Tío José de Paula i amb la gran col·laboració d'Ángel Morán, president de l'entitat, li van fer un magnífic homenatge al qual van acudir nombrosos artistes del més alt nivell.
El 2019 se li dedica la I Biennal de cant de Jerez i Manuel Martín Martín, Premi Nacional de Flamencologia per la Càtedra de Jerez, li dedica la ponència 'La casa de los Sordera'.

## Família
Fou el patriarca d'una àmplia família d'artistes en què destaquen des de cantaors com Vicente Soto Sordera fins a compositors (Sorderita) o palmeros de referència com Manuel Soto El Bo.